# The Best of Cold Chillin: Masta Ace
Pour les articles homonymes, voir Best of.
Albums de Masta Ace
Take a Look Around
(1995) Disposable Arts
(2001)
The Best of Cold Chillin: Masta Ace est une compilation du rappeur Masta Ace, sortie le 22 mai 2001.
L'album comprend onze des quinze titres du premier album de Masta Ace, Take a Look Around, ainsi qu'un single, une face B d'un single, un remix et une version originale de Letter to the Better.

## Liste des titres
| No  | Titre                           | Contient un (des) sample(s) de | Durée |
| --- | ------------------------------- | --- | ----- |
| 1.  | Music Man                       | Ben Casey Theme de David Raksin Nothing Is the Same du Grand Funk Railroad The Show de Doug E. Fresh, Slick Rick and The Get Fresh Crew                                                 | 4:04  |
| 2.  | Me and the Biz                  | The Message de Cymande Fever for the Flavor of Pringles (spot publicitaire télévisé) | 5:13  |
| 3.  | Movin' On                       | | 4:32  |
| 4.  | Brooklyn Battles                | If You Let Me d'Eddie Kendricks | 3:54  |
| 5.  | Letter to the Better (Original) | Mickey's Monkey des Miracles Keep on Dancing d'Alvin Cash Think (About It) de Lyn Collins Take Some...Leave Some de James Brown                                                         | 4:54  |
| 6.  | Together                        | | 5:40  |
| 7.  | Can't Stop the Bumrush          | Razor Blade de Little Royal & the Swingmasters | 5:05  |
| 8.  | Maybe Next Time                 | | 4:41  |
| 9.  | Postin' High                    | Street Life des Crusaders featuring Randy Crawford Somethin' Funky de Big Daddy Kane | 4:55  |
| 10. | As I Reminisce                  | N.T. de Kool & The Gang One Man Band (Plays All Alone) de Monk Higgins featuring The Specialties                                                                                        | 5:07  |
| 11. | I Got Ta                        | Talkin' Loud & Sayin' Nothing de James Brown | 4:24  |
| 12. | The Other Side of Town          | Get Out of My Life, Woman de Lee Dorsey UFO d'ESG | 4:57  |
| 13. | Take a Look Around              | The Revolution Will Not Be Televised de Gil Scott-Heron | 4:31  |
| 14. | Go Where I Send Thee            | Save the Children de Marvin Gaye Impeach the President des Honey Drippers Heaven and Hell Is on Earth du 20th Century Steel Band Inner City Blues (Make Me Wanna Holler) de Marvin Gaye | 5:04  |
| 15. | Movin' on (Remix)               | | 4:55  |